# Cmentarz żydowski w Katowicach
Cmentarz żydowski w Katowicach − cmentarz znajdujący się przy ul. Kozielskiej 16, w dzielnicy Śródmieście.
W 1868 katowicka gmina żydowska kupiła od Josefa Ludnowskiego, za 480 talarów, teren pod nowy cmentarz − były to 3 morgi ziemi. Cmentarz został otwarty w 1869. Jego teren powiększono w 1927. Podczas II wojny światowej Niemcy zdewastowali cmentarz. Przywozili tu zwłoki zamordowanych obrońców Katowic. Po zakończeniu wojny, dokonano kolejnego rozszerzenia terenu cmentarza (w 1945). Cmentarz jest otoczony murowanym ogrodzeniem. Na powierzchni 1,1 ha zachowało się około 1400 nagrobków, choć są też informacje, że jedynie 949.
Pierwszą osobą pochowaną na tym cmentarzu był czteroletni Carl Munzer. Na cmentarzu pochowani są członkowie takich rodów jak Goldstein, Glaser, Schalscha. W 1890 przebudowano dom pogrzebowy, a obok wzniesiono budynek Bractwa Pogrzebowego z mieszkaniem dla stróża.
Na cmentarzu znajduje się pomnik poświęcony ofiarom Holokaustu. Ma formę szerokiego ołtarza. Na stelach, wieńczących mensę, umieszczone są polsko-hebrajskie inskrypcje. Na mensie są tablice, upamiętniające sześć rodzin, które wymordowali Niemcy w czasie II wojny światowej. Na mensie zlokalizowano dwa znicze stojące.
Cmentarz został wpisany do rejestru zabytków 29 października 1990 (nr rej.: A/1414/90). Granice ochrony obejmują: teren cmentarza, nagrobki, budynek pogrzebowy, budynek bractwa pogrzebowego, ogrodzenie z bramą kutą.

## Galeria

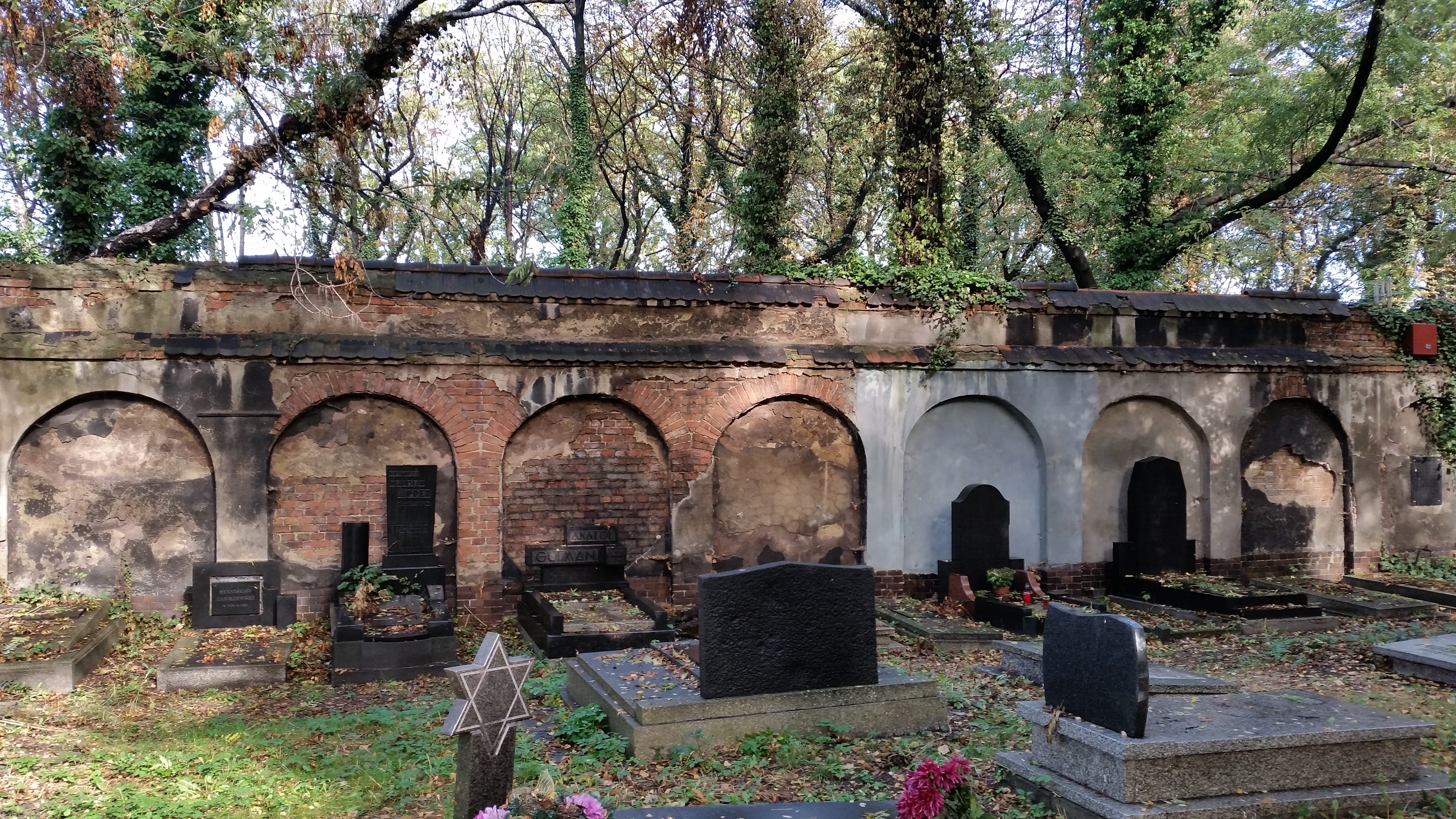
Ogrodzenie (2015)
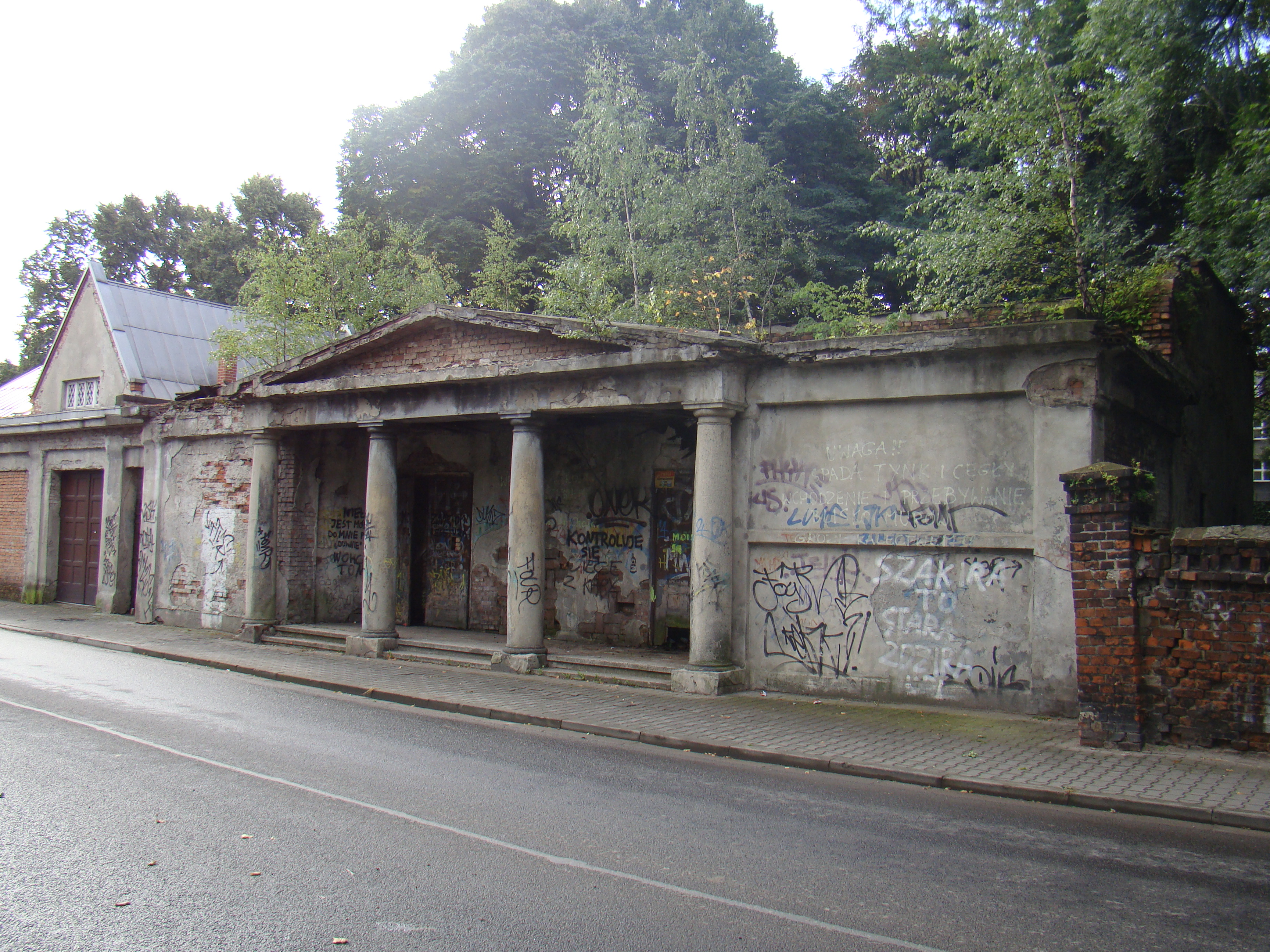
Dom przedpogrzebowy (2014)
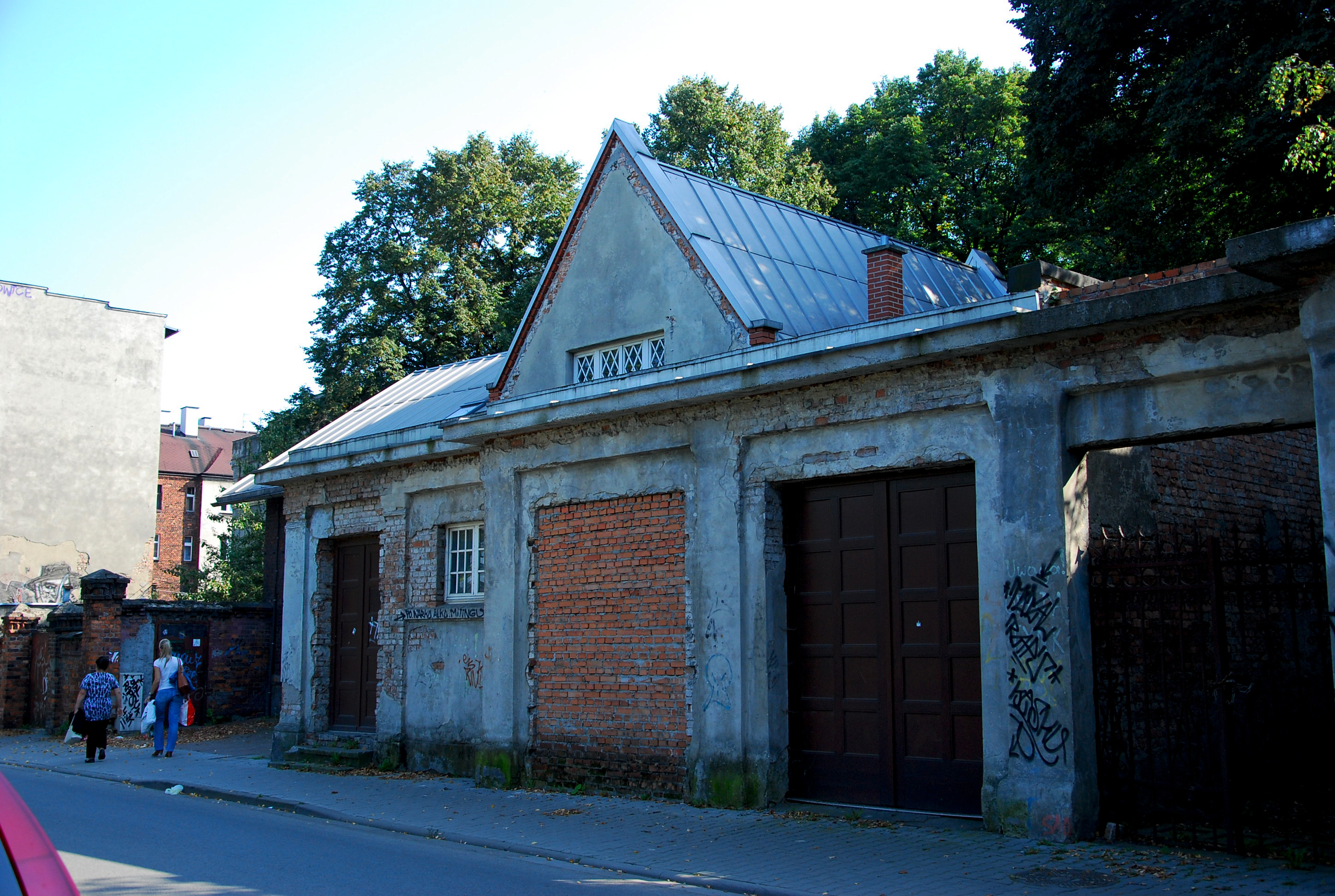
Budynek Bractwa Pogrzebowego (2014)
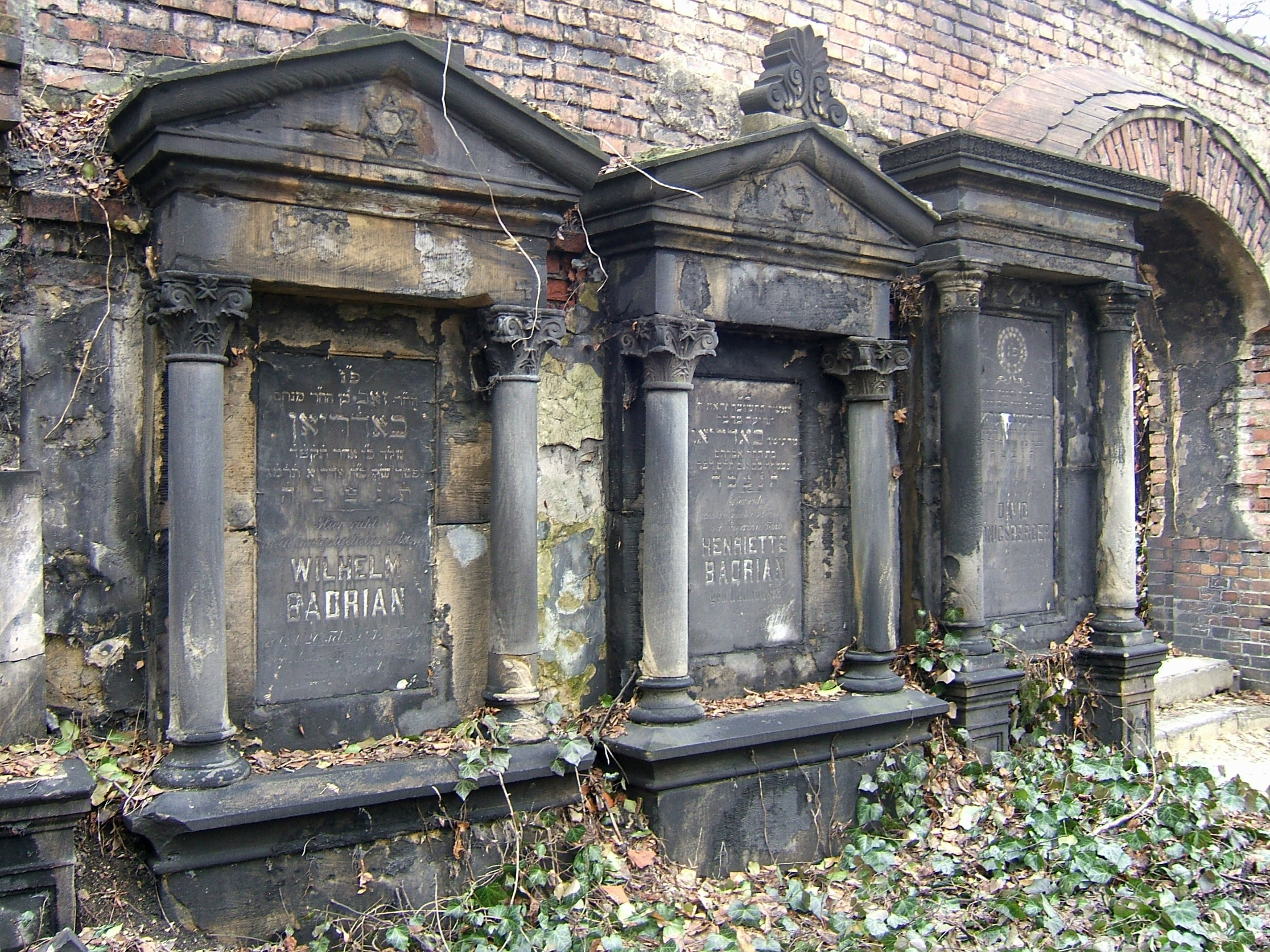
Nagrobki przy murze
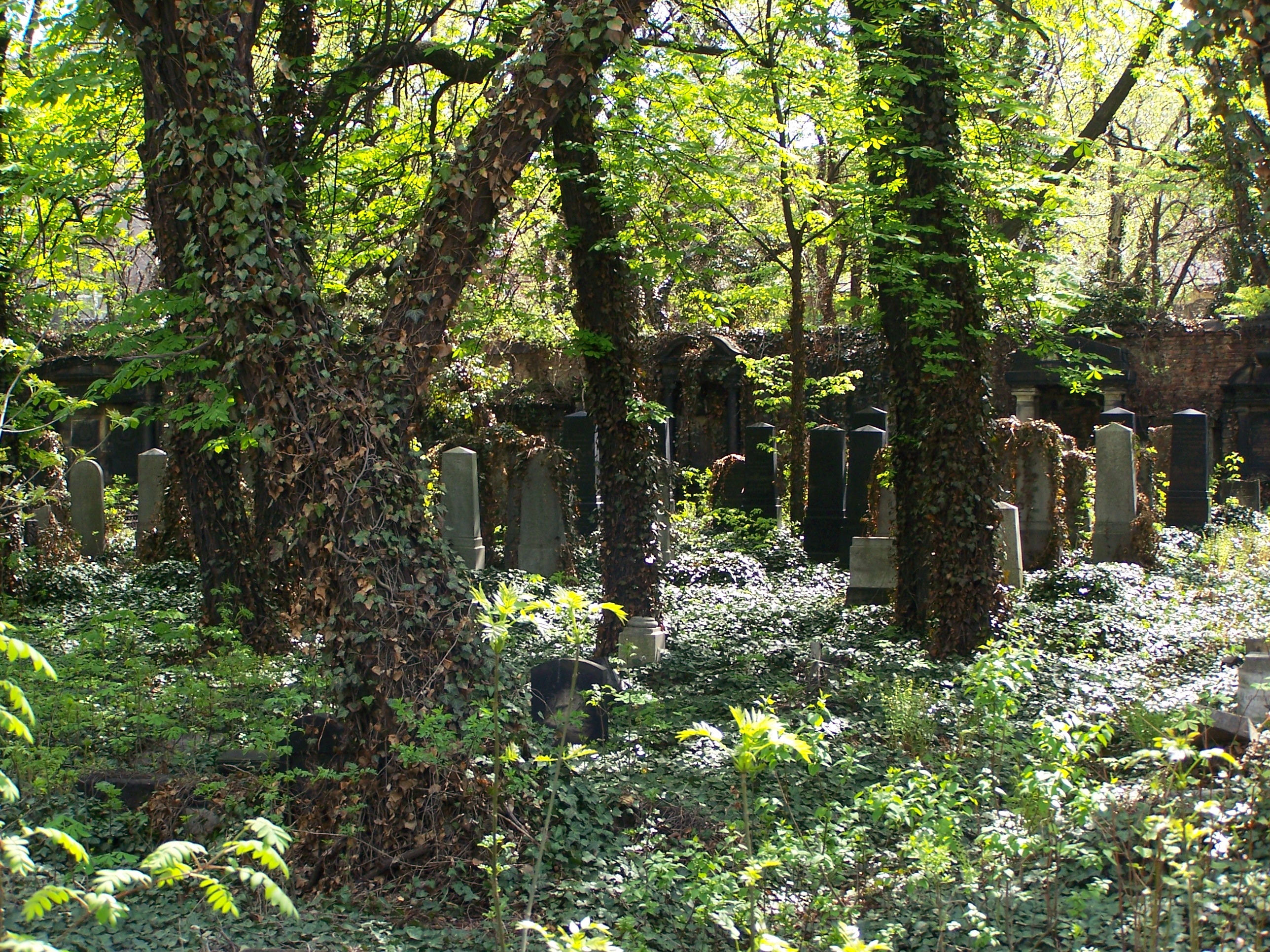
Teren cmentarza (2006)
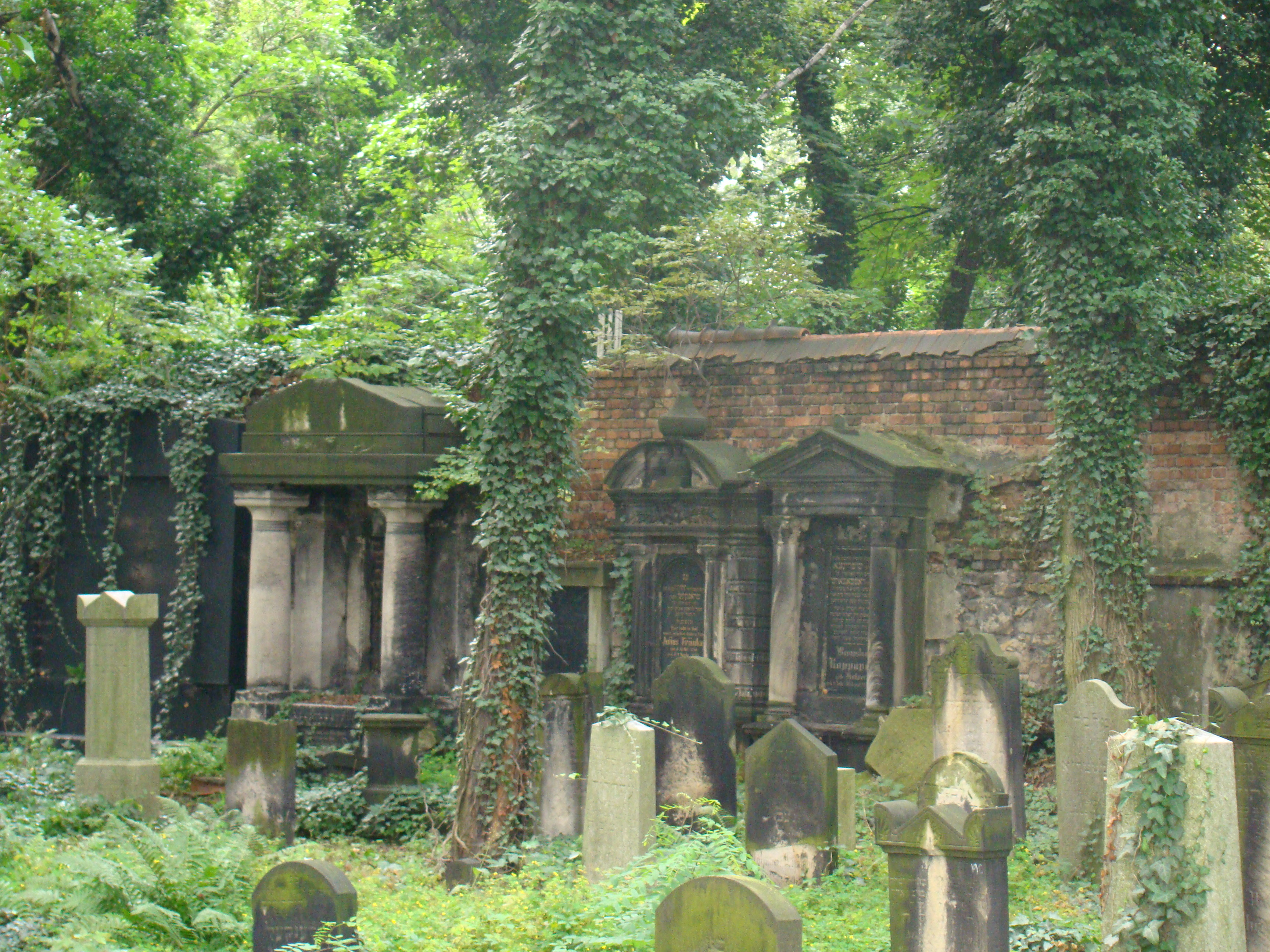
Teren cmentarza (2014)
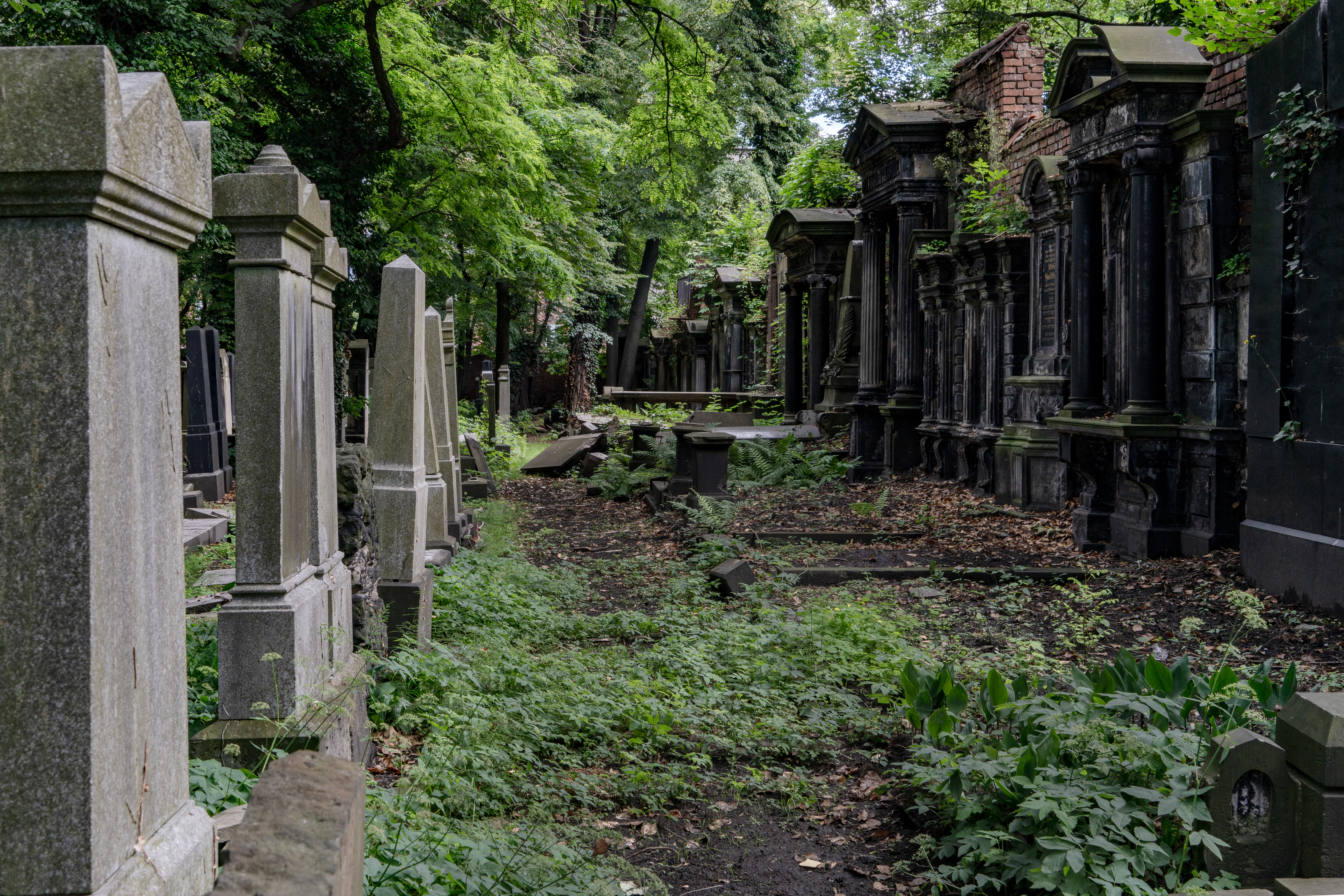
Teren cmentarza (2023)